# 福澤朗ラジオ☆スター
福澤朗ラヂオ☆スター（ふくざわあきららぢおすたー）は、ニッポン放送で2005年10月8日から2006年9月30日迄放送していたワイド番組。改題前は『福澤朗ラジオ☆スター』。

## 概要
ニッポン放送は、土曜の夕方枠のナイターオフ枠にてリクエスト番組を編成して来たが、直近に日本テレビを退職し、フリーアナウンサーとなったばかりの福澤を起用したラジオ番組を開始させた。
番組内容は、日々のニュースの話題をトークし、ゲストを招いてトークする構成となっている。2006年4月1日から放送枠を拡大させ土曜午後枠にも昇格して、「ハイライト」と「リラックス」2部制を敷き、番組タイトルもマイナーチェンジさせた。
しかし、2006年9月末でアシスタントの川野のニッポン放送からフジテレビ転籍後の転籍前出演契約が終了する事と福澤が同年10月から平日帯のワイドショーのMC起用される複合要因から、元来ラジオ番組を受け持ちたがっていた、元東京12チャンネルのアナウンサーであった、フリーアナウンサーの小倉智昭をブッキングし、パーソナリティを務める『小倉智昭のラジオサーキット』を開始させるため、当該番組は終了となった。

## タイムテーブル
- ラヂオ☆スター ハイライト
  - 13:00　ハイライト オープニング
  - 13:27　交通情報　(提供:東京新聞東京中日スポーツ)
  - 13:30　電話でとことん調査隊
  - 13:53　交通情報
  - 13:55　談話室「福澤」其の一
  - 14:00　談話室「福澤」其の二
  - 14:00　NTTからのお知らせ
  - 14:00　談話室「福澤」其の三
  - 14:27　交通情報(提供:松戸競輪)
  - 14:40　東京土産☆スター
  - 14:50　OCNウィークエンドナビ
  - 14:53　交通情報　
  - 14:58　ハイライト エンディング

- ラヂオ☆スター リラックス
  - 15:00　リラックス オープニング
  - 15:13　TOYOTA 飛び出せ街かど天気予報
  - 15:27　交通情報
  - 15:48　独占!メジャーリーグTODAY
  - 15:53　交通情報　(提供:横浜ゴム）
  - 16:00　16時のメール
  - 16:10　ニッポン放送ニュース（担当:飯田浩司）
  - 16:13　TOYOTA 飛び出せ街かど天気予報
  - 16:16　JOMO童話の花束
  - 16:27　交通情報　
  - 16:53　交通情報
  - 16:58　リラックス エンディング

## 放送時間

### 放送終了時点
- 土曜日 13:00 - 17:00 - 2006年4月1日 - 9月30日

### 過去
毎月第3土曜日のみ『小泉総理 ラジオで語る』が編成されるため、17:40から放送開始に後ろ倒し
- 土曜日 17:30 - 19:00 - 2005年10月8日 - 2006年3月25日

## 出演者

### パーソナリティ
- 福澤朗（元日本テレビアナウンサー）

### アシスタント
- 川野よしこ（当時：ニッポン放送アナウンサー）

### リポーター
- 加藤亜希子（フリーアナウンサー、元中京テレビ契約アナウンサー）

## 番組主題歌
- 「もうひとつの土曜日」浜田省吾
- 「WALK」CHAGE and ASKA
- 「このまま君と奪いありたい」WANDS
- 「まいったネ今夜」少年隊
- 「君がいたから」To Be Continued
- 「悲しみは雪のように」浜田省吾

## 主なコーナー
- "ニッポン"放送警備隊

その週のニュースからテーマを決め、聴取者からテーマにまつわるエピソードを募集する。
タイトル名は福澤が手がけた舞台公演「進め!ニホンゴ警備隊」から。
- スタートーク

ゲストコーナー。